# بريزون سكول
بريزون سكول (باليابانية: 監獄学園) هي مانغا سينين من تأليف اكيرا هيراموتو، نُشرت في مجلة يونج جمب الأسبوعية الخاصة بدار النشر شويشا منذ فبراير 2011 إلى ديسمبر 2017. ورخصت Yen Press المانجا في شمال أمريكا. وعرض اقتباس أنمي مكون من 12 حلقة أخرجه المخرج تسوتومو ميزوشيما من يوليو إلى سبتمبر 2015. في حين عرض مسلسل دراما تلفزيونية من أكتوبر حتى ديسمبر 2015.

## القصة

### الشخصيات

#### الشخصيات الرئيسية

##### كيوشي فوجينو (藤野 清志, Fujino Kiyoshi)
مثل صوت شخصيته: هيروشي كاميا (باليابانية)، أوستن تيندل (الإنكليزية)، وأدى دوره: تايشي ناكاجاوا. التحق كيوشي بنفس المدرسة الإعدادية مثل شينغو. كان هو الفتى الأول في أكاديمية هاتشيميتسو يتحدث مع فتاة عندما صادق جيوو، التي شعر بمشاعر الحب تجاهها. دائمًا ما يفكر بأكثر الخطط نجاحًا في اللحظات الأخيرة. بسبب العديد من الحوادث المحرجة، يصبح كيوشي الهدف المعتاد لهانا. حتى الآن، هو الوحيد من الفتيان الخمسة الذي أرسل إلى السجن أكثر من مرة. عندما يتولى مجلس الطلبة السري السلطة وعند مدة سجنه الثانية، يصبح حليفًا لماري التي أصبحت سجينة أيضًا.

##### تاكيهيتو موروكوزو (諸葛 岳人, Morokuzu Takehito)
مثل صوت شخصيته: كاتسويوكي كونيشي (اليابانية)، إيريك فايل (الإنكليزية)، وأدى دوره: توكيو ايموتو. المكنى «جاكوتو»، هو الفتى ذو النظارات في المجموعة. يهتم بهوس بالممالك الثلاثة، التحق بنفس الإعدادية التي التحق بها جو. عادةً ما يستخدم طريقة كلام كلاسيكية وغريبة الأطوار، عادةً ما يتحدث عن نفسه بصيغة الغائب عندما يكون في السجن، في العادة ما يكون الهدف المفضل لميكو لتستغله. مع أن تصرفاته المنحرفة، إلا أنه عادةً ما يظهر مخططًا استراتيجيًا ممتازًا يستخدم التكتيكات المشار إليها من الجنرالات المشهورين إما من حقبة الممالك الثلاثة أو من المعارك القديمة، وهي مهارة أثبتت نفعها في أغلب خططهم. هو مهتم عاطفيًا بميتسوكو. بسبب فكره الاستراتيجي واستعداده للتضحية بكل شيء من أجل أصدقائه، أصبح جاكوتو أحد أكثر شخصيات المسلسل شعبية.

##### شينجو واكاموتو (若本 真吾, Wakamoto Shingo)
مثل صوت شخصيته: كينشي سوزومورا (باليابانية)، إيريك فايل (بالإنكليزية) وأدى دوره: ماساتو يانو. شينجو هو شخص أشقر يبدو جانحًا. هو مهتم عاطفيًا بإنزو، ويظهر متشائمًا جدًا. التحق بنفس الإعدادية التي التحق بها كيوشي. بعد محاولة الهروب التي قام بها كيوشي، عندها تبرأ منه بعدما خدعه مجلس الطلبة السري بالخروج.

##### جوجي نيزو (根津 譲二, Nezu Jōji)
مثل صوت شخصيته: دايسكي ناميكاوا (باليابانية)، كرستفور بيفينز (بالإنجليزية) وأدى دوره: دايكي مياجي.
الملقب بـ «جو»، هو الشخصية الهامشية من بين الخمسة ولديه اهتمام فطري بالنمل. يكون دائمًا مغطى الرأس، ولا يظهر وجهه، وهو ذو بنية جسدية ضعيفة، ويعاني من سعال دموي ناجم عن التهاب الفم. التحق جو بنفس الإعدادية التي التحق بها جاكوتو. هو مهتم عاطفيًا بساتو.

##### ريجي أندو (安堂 麗治, Andō Reiji)
مثل صوت شخصيته: كازوويوكي أوكيتسو (باليابانية)، سني سترايت (بالإنجليزية) وأدى دوره: جاليجالي جاليكسيون.
الملقب بـ «أندري» هو البدين من المجموعة. يهتم كثيرًا بأصدقائه، وهو ماسوشي بدرجة كبيرة. يصب اهتمامه على ميكو، ويتوق لتلقي العقاب منها باستمرار. لاحقًا، تتطور لديه مشاعر قوية تجاه ريسا، وهذا ما تستغله كايت بدرجة كبيرة.

#### مجلس الطلاب السري

##### ماري كيوريهارا (栗原 万里, Kurihara Mari)
مثل صوت شخصيتها: ساياكا أوهارا (اليابانية)، تيا بالاد (الأنجليزية)، أدت دورها: هيرونا يامازاكي.
ماري هي رئيسة مجلس الطلبة السري. هي ابنة مدير أكاديمية هاجيميتسو وأخت جييو. شخصية باردة ودقيقة تسعى للحفاظ على تقاليد المدرسة وقواعدها. كانت تكره الفتيان منذ البداية، وقرارات المدير بدمج الأكاديمية. كل هذا ينبع من استيائها من سلوك والدها المنحرف. في الإعدادية، ساعدت ماري ميكو بالدفاع عن نفسها عندما كانت كايت تتنمر عليها، وأصبح الاثنان قريبتين من بعضهما منذ ذلك الحين. مثل بقية عائل كوريهارا، تتبنى ماري فلسفة غريبة للحكم على شخصية المرء، فلسفتها هي: «كل من يحب الغربان ليس بشخص سيء بالكامل».

##### ميكو شيراكي (白木 芽衣子, Shiraki Meiko)
مثل صوت شخصيتها: شيزوكا إيتو(اليابانية)، ويتني رودجيرز(الإنكليزية)، أدت دورها: أسانا مامورو.
ميكو هي الفتاة الطويلة ذات النظارات ونائبة رئيس مجلس الطلبة السري. كُلفت بمراقبة الأولاد في أثناء فترة سجنهم.

## دراما
تم إنتاجه كدراما من طرف Noboru Iguchi و التي عرضت في تشرين الأول 2015 على قناتي MBS وطوكيو برودكاستنغ سيستم.

## روابط خارجية
- بريزون سكول على موقع ANN manga (الإنجليزية)